# Oleksandr Volkov
Oleksandr Anatolijovyč Volkov (in ucraino Олександр Анатолійович Волков?, noto anche come Alexander "Sasha" Volkov; Omsk, 28 marzo 1964) è un ex cestista, dirigente sportivo e politico ucraino.
Con la nazionale di pallacanestro dell'Unione Sovietica ha vinto l'oro alle Olimpiadi di Seul 1988 ed agli Europei 1985. Ha inoltre conquistato due argenti ai Mondiali, ed un argento ed un bronzo agli Europei.
Membro del Parlamento ucraino, dal 3 agosto 1999 al 10 gennaio 2000 ha ricoperto l'incarico di Ministro dello Sport in Ucraina. Dal 2007 è il presidente della Federazione cestistica dell'Ucraina.

## Carriera
Volkov iniziò la carriera da professionista nel Budivelnyk Kiev, squadra nella quale militò dal 1981 al 1986. Nel 1985 vinse la medaglia d'oro agli Europei in Germania Ovest con la nazionale sovietica. Ai Mondiali 1986 di Madrid vinse l'argento, cedendo solamente agli Stati Uniti. Nell'estate 1986 si trasferì al CSKA Mosca, facendo poi ritorno al Budivelnyk nel 1988.
Agli Europei 1987 vinse un altro argento: l'Unione Sovietica fu infatti sconfitta in finale dalla Grecia del MVP Nikos Galīs. Volkov fu comunque tra i protagonisti della vittoria sovietica alle Olimpiadi estive 1988 di Seul.
Nel 1989 divenne il primo ucraino ad approdare nella NBA, essendo stato acquistato dagli Atlanta Hawks. Fu anche il primo ex-sovietico ad esordire in NBA: scese per la prima volta in campo il 3 novembre 1989; condivide il primato con il lituano Šarūnas Marčiulionis, che esordì lo stesso giorno nei Golden State Warriors.
In precedenza aveva disputato gli Europei 1989, conclusi al 3º posto alle spalle di Jugoslavia e Grecia.
Con gli Hawks disputò tre stagioni, collezionando 149 presenze e 1.019 punti; fu comunque costretto a saltare l'intera stagione 1990-1991 a causa di un infortunio. Nell'agosto 1990 aveva vinto l'argento ai Mondiali di Buenos Aires, in virtù della sconfitta in finale dell'Unione Sovietica contro la Jugoslavia.
Nell'estate 1992 preferì lasciare l'NBA per tornare a giocare in Europa. Venne così acquistato dalla Viola Reggio Calabria guidata in panchina da Carlo Recalcati. Rimase in Calabria per la sola stagione 1992-1993: quanto basta per guidare la squadra al massimo risultato sportivo di sempre (6º posto in classifica, quarti di finale play-off). Con la Viola disputò 22 partite di campionato e 5 di play-off, realizzando 520 punti; saltò infatti parte della stagione (i due mesi di gennaio e febbraio 1993) a causa di un infortunio.
Dopo la Viola, si trasferì al Panathinaikos, con cui chiuse al 3º posto sia in campionato sia in Coppa dei Campioni. Nel 1994 passò ai rivali dell'Olympiacos Pireo: con i bianco-rossi vinse il campionato, ma perse la finale di Coppa dei Campioni contro il Real Madrid.
In un primo momento decise di chiudere la carriera nel 1995, al termine dell'unica stagione all'Olympiacos. Tuttavia tra il 2000 ed il 2002 disputò diverse partite con il BK Kiev, squadra da lui stesso fondata nel 1999.

## Palmarès

### Club
- Campionato sovietico: 2

CSKA: 1987-88
Budivelnyk Kiev: 1988-89
- Campionato greco: 1

Olympiakos: 1994-95

### Nazionale
- Giochi olimpici: 1 oro

URSS: 1988
- Mondiali: 2 argenti

URSS: 1986, 1990
- Europei: 3 medaglie

URSS: 1 oro (1985), 1 argento (1987), 1 bronzo (1989)